# Secret Voyage
Secret Voyage es el séptimo álbum de estudio de la banda Blackmore's Night que fue lanzado en junio en Europa y el 15 de julio en Estados Unidos de 2008 por la discográfica SPV. El álbum contiene el sencillo "Locked Within the Crystal Ball", basado en el tema "Stella splendens" del Llibre Vermell de Montserrat, de la cual se grabó un videoclip en versión editada. 

## Lista de canciones
1. "God Save the Reg" - 3:42
2. "Locked Within the Crystal Ball" - 8:05
3. "Gilded Cage" - 3:44
4. "Toast to Tomorrow" - 3:50
5. "Prince Waldeck's Galliard" - 2:14
6. "Rainbow Eyes" - 6:02
7. "The Circle" - 4:50
8. "Sister Gypsy" - 3:22
9. "Can't Help Falling in Love" (versión del tema popularizado por Elvis Presley) - 2:53
10. "The Peasant's Promise" - 5:34
11. "Far Far Away" - 3:55
12. "Empty Words" - 2:42